# 扎馬斯普
扎馬斯普是波斯萨珊王朝的沙阿（萬王之王），在位期間為公元496年－498年/499年。他是卑路斯一世之子以及喀瓦德一世的弟弟，扎馬斯普在其兄喀瓦德因推行改革侵犯了權貴階層的利益而遭廢黜後，被波斯貴族和祆教祭司們擁立為薩珊王朝的君主。

## 名字
由於萨珊王朝對遠古神話中的凱揚王朝歷史極富興趣且相當重視，因此當時許多薩珊人的名字皆是取自凱揚王朝中出現過的人名，扎馬斯普之名即源於凱揚國王維什塔斯帕朝中重臣扎馬斯普的名字。除此之外，扎馬斯普之名在希腊语、阿拉伯语和新波斯語中，另也被轉譯為扎馬斯布（Zāmāsb）、扎馬斯夫（Zāmāsf）、扎馬斯普斯（Zamásphēs）、賈馬斯布（Jāmāsb）、賈馬斯普（Jāmāsp）等不同的變體。

## 歷史背景
公元484年，薩珊王朝君主卑路斯一世在巴尔赫附近被一支嚈噠人的軍隊擊敗並殺害，因其麾下的軍隊遭到徹底摧毀，以至於卑路斯一世連屍首也無法被找回，同時他的兄弟以及四個兒子也於戰役中陣亡。薩珊王朝在呼羅珊東部地區的主要城市，如內沙布爾、赫拉特以及梅尔夫盡數被嚈噠人佔領。所幸伊朗七大家族之一卡倫家族出身的蘇赫拉在關鍵時刻挺身而出，他迅速組織起一支新的軍隊，成功阻止嚈噠人進一步入侵薩珊王朝的疆域。卑路斯一世的其中一名兄弟巴拉什被波斯貴族們推選為新任國君，在擁立巴拉什為王的支持者中，最著名的是蘇赫拉與來自米赫蘭家族的將軍沙普爾·米赫蘭。然而，巴拉什很快在薩珊貴族和祭司階層中變得不受歡迎，公元488年，巴拉什在其僅僅統治四年後便被廢黜，於巴拉什廢位過程中扮演中要角色的蘇赫拉另選擇喀瓦德一世擔任波斯的君主。

## 統治

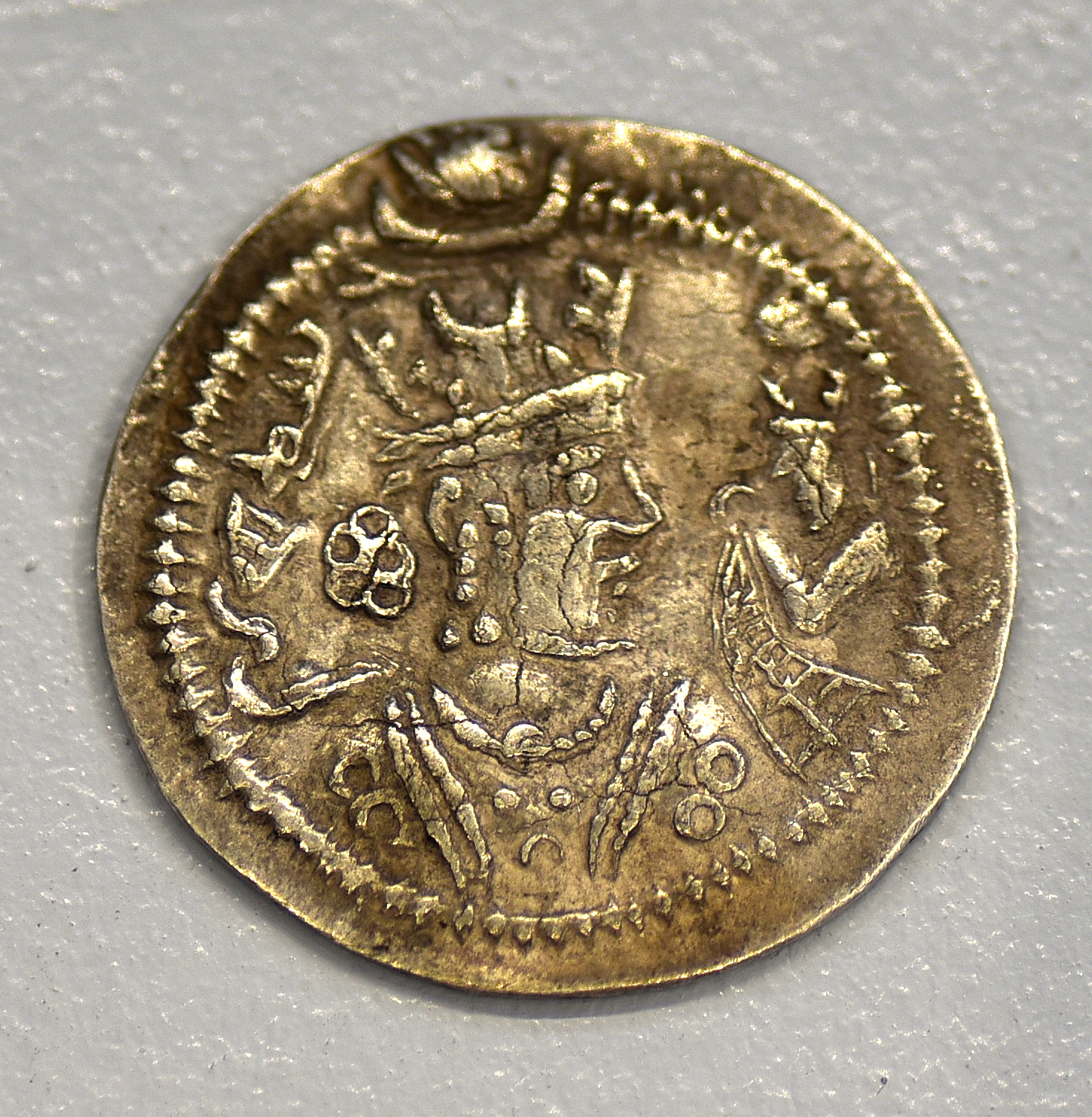
一枚扎馬斯普發行的錢幣，約鑄造於公元497－499年左右

公元496年，由於喀瓦德一世所推行的社會經濟與宗教改革，觸犯了薩珊貴族和祆教祭司的利益而遭他們廢黜。在此之後，薩珊權貴們決定擁戴更易受人擺布的喀瓦德一世之弟扎馬斯普登上王位。除了上述的原因之外，喀瓦德被廢位的另一個主因是他將曾擊退嚈噠人軍隊的將領蘇赫拉處決。在扎馬斯普繼位後，薩珊王朝陷入混亂的局勢，動亂在美索不达米亚地區尤為嚴重。薩珊貴族迅速召開一場會議，決定如何處置被廢黜的喀瓦德。其中出身顯赫地主家族的古斯納斯達德（時任卡納朗一職）提議將喀瓦德處死。然而，他的建議被其他貴族否決，最終貴族們決定把喀瓦德關押在胡齊斯坦的忘卻監獄裡，不過喀瓦德在被關押一段時間後成功越獄逃往嚈噠人的領地，並獲得嚈噠人的庇護。
於公元498年或499年，喀瓦德在嚈噠人的支持下，帶領一支嚈噠軍隊返回波斯。當他率軍經過呼羅珊一帶的卡納朗吉亞家族（Kanarangiyan family）領地時，遇見了該家族的成員阿德古頓巴德斯，阿德古頓巴德斯隨後同意幫助喀瓦德奪回王位。而另一名支持喀瓦德的薩珊貴族，則是已故蘇赫拉的兒子扎米哈爾·卡倫。由於扎馬斯普和擁護他的貴族和祭司們試圖避免局勢徹底惡化為一場內戰，因此並未以武力抵抗喀瓦德的軍隊。最終他們與喀瓦德達成協議，承諾將支持他復位為王，同時喀瓦德亦保證不會傷害扎馬斯普以及其他的叛亂者。因此儘管扎馬斯普在退位後可能被弄瞎了雙眼，但他仍保住一條性命，至於當初企圖殺害喀瓦德的古斯納斯達德等人則被處決。喀瓦德一世輕易地收回王位的過程，側面顯示出當時薩珊王朝面臨的困境，王朝在札馬斯普的統治下明顯處於混亂狀態，一小股軍事力量的入侵即足以壓倒脆弱的貴族－祭司階層所組成的聯盟。
退位後的扎馬斯普前往亞美尼亞，在那裡他成功擊敗可萨人的軍隊，並征服他們的部分領土，同時扎馬斯普也娶了一名來自亞美尼亞當地的女人，他們育有一個名叫納爾西·卡姆加的兒子。

## 後裔
在扎馬斯普於公元530年或540年去世後，其子納爾西·卡姆加的兒子皮魯茲（Piruz）持續擴張家族的勢力範圍，他將吉蘭納為領地，並迎娶吉蘭的一名公主為妻，兩人生下一位名叫吉爾·加夫巴拉的兒子，吉爾·加夫巴拉日後創建了达布亚王朝，他有兩個兒子，分別是達布亞和巴杜斯潘。其中達布亞在吉爾·加夫巴拉死後繼任為達布亞王朝的斯帕巴德，另一個兒子巴杜斯潘則成為巴杜斯潘王朝的開國君主。